# Life for Rent
Life for Rent je drugi album britanske pjevačice Dido, objavljen 2003. godine. Pjesma "White Flag", koja je bila prvi singl s albuma, postala je najprije radijski, a nakon toga veliki svjetski hit. Istodobno je objavljena i pjesma "Stoned", koja je kao remiks postala klupski hit, premda nije uspjela kao dance radio hit. Treći i četvrti singl, "Life for Rent" i "Don't Leave Home", nisu u SAD-u prošli jednako dobro kao "White Flag".
Album je proveo deset tjedana na britanskoj ljestvici albuma. U Australiji je album dostigao broj jedan poziciju na ARIA ljestvici albuma, postavši jedan od najprodavanijih albuma u toj zemlji 2003. godine, dostigavši šesterostruku platinastu tiražu za prodaju više od 420.000 primjeraka. Album je prodan u otprilike 8.630.000 kopija diljem svijeta. Bio je pet puta platinast u Europi i dva puta u SAD-u. Ovaj album bio je objavljen u nekim regijama s Copy Control zaštitom.
"Life for Rent" je najbrže prodavani album neke ženske izvođačice - milijun prodanih kopija ostvareno je u samo 50 dana, 102.500 kopija u prvom danu i 400.351 primjerak u prvom tjednu objave.
Album je bio nominiran za Najbolji britanski album na dodjeli BRIT nagrada, 2004. godine. 

## Pjesme
1. "White Flag" (Dido Armstrong, Rollo Armstrong, Rick Nowels) – 4:01
2. "Stoned" (D. Armstrong, R. Armstrong, Lester Mendez) – 5:55
3. "Life for Rent" (D. Armstrong, R. Armstrong) – 3:41
4. "Mary's in India" (D. Armstrong, R. Armstrong) – 3:42
5. "See You When You're 40" (D. Armstrong, R. Armstrong, Aubrey Nunn) – 5:20
6. "Don't Leave Home" (D. Armstrong, R. Armstrong) – 3:46
7. "Who Makes You Feel" (D. Armstrong, R. Armstrong, John Harrison) – 4:21
8. "Sand in My Shoes" (D. Armstrong, Nowels) – 5:00
9. "Do You Have a Little Time" (D. Armstrong, Bates, Nowels) – 3:55
10. "This Land Is Mine" (D. Armstrong, R. Armstrong, Nowels) – 3:46
11. "See the Sun" (D. Armstrong) – 10:36

("See the Sun" traje 5:04, nakon čega je 2 minute tišine, nakon koje kreće skrivena pjesma "Closer" - 3:29)

## Ljestvice
| Ljestvica                         | Izdavači                                                            | Pozicija | Certifikacija | Prodano    |
| --------------------------------- | ------------------------------------------------------------------- | -------- | ------------- | ---------- |
| SAD Billboard 200                 | Billboard / RIAA                                                    | 4        | 2× platinast  | 2.000.000+ |
| SAD Billboard Top Internet Albums | Billboard / RIAA                                                    | 22       | 2× platinast  | 2.000.000+ |
| Europa                            | IFPI                                                                | 1        | 5× platinast  | 5.000.000+ |
| Argentina                         | CAPIF                                                               | —        | 3× platinast  | 120.000+   |
| Australija                        | Australian Recording Industry Association (ARIA)                    | 1        | 6× platinast  | 420.000+   |
| Austrija                          | Media Control Europe                                                | 2        | Platinast     | 60.000+    |
| Brazil                            | ABPD                                                                | 1        | Platinast     | 125.000+   |
| Kanada                            | Nielsen SoundScan                                                   | 2        | 3× platinast  | 300.000+   |
| Danska                            | IFPI/Nielsen                                                        | 2        | 2× platinast  | 40.000+    |
| Nizozemska                        | NVPI/Megacharts                                                     | 1        | Platinast     | 70.000+    |
| Finska                            | GLF                                                                 | 2        | Zlatan        | 15.000+    |
| Francuska                         | SNEP/IFOP                                                           | 1        | 3× platinast  | 645.000    |
| Njemačka                          | Media Control                                                       | 1        | 3× platinast  | 600.000+   |
| Grčka                             | IFPI                                                                | 1        | Platinast     | 30.000+    |
| Meksiko                           | AMPROFON                                                            | 6        | Zlatan        | 50.000+    |
| Novi Zeland                       | Recording Industry Association of New Zealand (RIANZ)               | 1        | 4× platinast  | 60.000+    |
| Norveška                          | Verdens Gang\|VG Nett                                               | 2        | 2× platinast  | 80.000+    |
| Švedska                           | GLF                                                                 | 2        | Platinast     | 60.000+    |
| Švicarska                         | Media Control                                                       |          |               |            |
| Velika Britanija                  | British Phonographic Industry (BP) / The Official UK Charts Company | 1        | 9× platinast  | 2.688.000  |
| Ujedinjeni svijet                 | Media Traffic                                                       | 1        | 4× platinast  | 8.630.000  |
| Svjetska top 50 ljestvica         | Musicchart.net                                                      | 1        | 10× platinast | 10.142.100 |

## Singlovi
- "White Flag"
- "Stoned"
- "Life for Rent"
- "Don't Leave Home"
- "Sand in My Shoes"

## Pozadine pjesama
- "White Flag" – pjesma o jednoj završenoj vezi. Dido je "žalila što ju je napisala" zato što je pjesma uzrokovala daljnje probleme s tom osobom s kojom je bila u vezi (radi se o dugogodišnjem dečku, odvjetniku Bobu Pageu), no kasnije je rekla da uživa u izvođenju te pjesme.
- "Life for Rent" – odražava njen pogled na svijet u trenutku kada je pjesma napisana.
- "Mary's in India" – pjesma je nastala kao šala namijenjena Mary, najboljoj prijateljici iz djetinjstva, koja sada živi u Indiji, i nije bila namijenjena za album.
- "See You When You're 40" – o bivšem dečku koji "je želio biti drugačiji više nego išta na svijetu."
- "Don't Leave Home" – pjesma o ovisnosti, najprije napravljena kao demo za njen prethodni album.
- "Sand in My Shoes" - još jedna pjesma o prekidu, u kojoj Dido kaže "još imam pijesak u cipelama i ne mogu ne misliti na tebe".

## Vanjske poveznice
- Dido - službena stranica